# Enzora
El túmulo de Enzora (en árabe: مزورة‎, en francés: M'zora) es un conjunto megalítico del norte de Marruecos, situado cerca del poblado de Chouahed y a 15 kilómetros al sureste de Arcila. 
El conjunto de Enzora es un túmulo de forma elíptica de una cámara funeraria megalítica. El montículo mide 58 metros de diámetro de este-oeste  y 54 metros de norte-sur. En su punto más alto tiene 6 metros y está delimitada en su base por un pequeño muro de contención. En el ámbito exterior se extiende un círculo de 167 monolitos de formas y tamaños diversos,  entre 1 y 1,5 metros de alto, aunque alguno llega a los 6 metros. Las características del conjunto de Enzora lo convierten en un lugar único de su tipo en el norte de África. César Luis de Montalbán comenzó a excavar el sitio en 1935, pero tuvo que interrumpir su estudio por el estallido de la Guerra Civil.